# Isobel Gathorne-Hardyová
Lady Isobel Gathorne-Hardyová (rozená Stanleyová, 2. září 1875 – 30. prosince 1963) byla anglická šlechtična, dcera generálního guvernéra Kanady mezi lety 1888–1893 Lorda Stanleyho z Prestonu a jedna z prvních ledních hokejistek.
Během pobytu v Kanadě na konci 19. století hrála lední hokej za ženský tým na umělém kluzišti na pozemku Rideau Hall, které nechal postavit její otec. Objevila se na snímku datovaném kolem roku 1890, který je uváděn jako první fotografie žen hrajících lední hokej. Spolu se svými dvěma bratry přesvědčila Lorda Stanleyho, aby věnoval pro vítěze hokejového turnaje mezi nejlepšími celky Kanady stříbrnou mísu. V roce 1898 se vdala za Johna Francise Gathorne-Hardyho, vnuka Gathornea Hardyho. Pro její přínos ženskému hokeji a hokeji obecně nese cena pro vůdčí osobnosti kanadského ženského hokeje, udílená od roku 2000, její jméno (Isobel Gathorne-Hardy Award) a v roce 2016 byl pohár pro vítězky finálového turnaje nově vzniklé soutěže National Women's Hockey League pojmenován Isobel Cup.

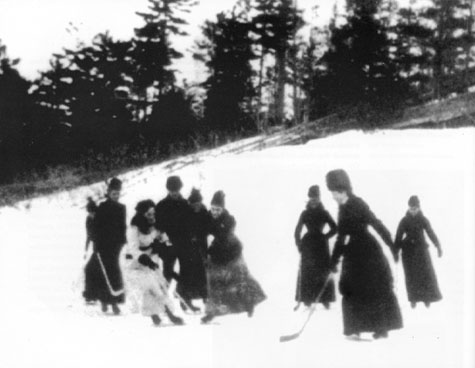
Ženy hrající lední hokej kolem roku 1890, Lady Isobel v bílém